# Bill Wallace
Bill Wallace (Portland, 1º dicembre 1945) è un artista marziale, karateka e attore statunitense, soprannominato "superfoot".

## Biografia
Alle scuole superiori pratica il wrestling. Passa poi al judo, anche come agonista, ma deve abbandonarlo per la rottura completa dei legamenti della gamba destra. Malgrado ciò, nel febbraio 1967, mentre presta servizio militare in aviazione, inizia a praticare il karate Shōrin-ryū. Comincia ben presto a frequentare tornei di karate per passare nel 1974 al circuito agonistico di "karate full-contact" (che si differenzia dal kickboxing full-contact per il divieto di colpi sotto la cintura, come i low kick), della neoformata Professional Karate Association.
Il primo campionato "mondiale" si tiene nel settembre 1974 presso la Los Angeles Memorial Sports Arena e viene trasmesso dalla ABC. Wallace vince il titolo dei pesi medi.
Allenato dal veterano Jim 'Ronin' Harrison, Wallace non perde nemmeno un incontro tra il 1974 e il 1980, rimanendo ininterrottamente campione dei pesi medi della PKA e ritirandosi imbattuto dopo un ultimo combattimento nel giugno 1980. Combatterà ancora in un paio di occasioni negli anni successivi, a scopo celebrativo, salendo sul ring un'ultima volta nel 1990 contro un altro campione del karate professionistico, Joe Lewis, in un incontro risoltosi in parità. Non potendo praticamente usare la gamba destra, divenne noto come "superfoot" per i rapidissimi colpi che era in grado di infliggere con la gamba sinistra. Nei 7 anni di attività fu considerato una figura talmente dominante da venir nominato due volte "Combattente dell'anno" e una "Uomo dell'anno" da Black Belt, storica rivista di arti marziali.
Ottiene una laurea magistrale in chinesiologia all'Università di Memphis nel 1976. Insegnando karate a Memphis ha modo di conoscere Elvis Presley, con cui entra in confidenza. Nel 1980 viene assunto da John Belushi come allenatore e fisioterapista, in occasione delle riprese di Chiamami aquila. Lo assisterà negli ultimi due anni di vita, tentando inutilmente di tenerlo lontano dall'abuso di varie droghe, e sarà lui a ritrovarlo morto per overdose in una stanza del Chateau Marmont Hotel a Hollywood il 5 marzo 1982.
Nel 1985 prese parte al film The Protector con Jackie Chan, dove combatte con il divo di Hong Kong nel finale di pellicola.
È autore di diversi libri autobiografici e sulle arti marziali e ha partecipato a diversi film.